# Niedobczyce
Niedobczyce (tiếng Đức: Niebobschütz) là một quận của Rybnik, Silesian Voivodeship, miền nam Ba Lan. Giữa năm 1955 và 1975, nó là một thị trấn độc lập Vào ngày 31 tháng 12 năm 2013, quận có khoảng 12.300 cư dân.

## Lịch sử
Ngôi làng được đề cập lần đầu tiên vào năm 1228 với tên Nedobcici.
Sau Thế chiến I ở Thượng Silesia plebiscite 1.419 trong số 1.816 cử tri ở Niedobczyce đã bỏ phiếu ủng hộ việc gia nhập Ba Lan, chống lại 395 chọn ở lại Đức. Năm 1922, nó trở thành một phần của Silesian Voivodeship, Cộng hòa Ba Lan thứ hai. Sau đó, chúng bị Đức Quốc xã thôn tính vào đầu Thế chiến II. Sau chiến tranh, nó đã được khôi phục lại Ba Lan.
Trong những năm 1945-1954, đó là chỗ ngồi của một gmina. Vào ngày 13 tháng 11 năm 1954, nó đã giành được quyền thị trấn. Năm 1955, Niewiadom tiếp giáp với thị trấn. Vào ngày 27 tháng 5 năm 1975, nó đã được hợp nhất với Rybnik.

## Thể thao
- Rymer Niedobczyce, vào cuối những năm 1940 đã chơi một năm ở Ekstraklasa.

## Con người
- Damian Zimoń, tổng giám mục người Ba Lan, sinh ra ở đây vào năm 1934;